# 東華奇萊文學獎
東華奇萊文學獎（英語：NDHU Sakizaya Literature Award），前身為東華文學獎，由一群熱愛文學創作之國立東華大學中國語文學系編輯採訪社學生，於2000年發起之文學創作獎項，歷經東華師生推動下，現由國立東華大學人文社會科學學院主辦，並冠以東華坐落之花東縱谷北端古地名「奇萊」為名。

## 獎項設置與制度

### 文學獎歷史
2000年，東華文學獎由編輯採訪社學生主動發起，其後歷經、學務處、數位文化中心、華文系諸多團體與單位的持續推動，2014年開始以東部大山奇萊為名，定名為「東華奇萊文學獎」，2017年開始綰合中文系、華文系、英美系三系共同合作，並由人文社會科學學院主辦。東華奇萊文學獎每年頒發一次，是東華校園的年度文學盛事，每年吸引眾多學生參與，許多臺灣當代文壇的作家，皆出自於奇萊文學獎，有甘耀明、林達陽、孫梓評、許榮哲、連明偉、陳夏民、謝凱特、宋尚緯、顏訥、曹馭博、蕭宇翔等。
由於東華文學界校友眾多，奇萊文學獎在散文、現代詩、短篇小說組各會有一位東華作家校友擔任評審，也會由跨學院教授擔任評審，參與過的有藝術學院、環境學院等，主辦人暨作家吳明益曾表示：
|  | 因為文學不應只是在文學院內，也不是文學院內讀者認為精彩，才是精彩。 |

2017年，將「曾珍珍文學翻譯獎」與「林君鴻全國兒童文學獎」納入東華奇萊文學獎項中，拓展跨類型文學範疇。2018年起，特定文類新增對全國高中生徵件的獎項，希望培養眾多文學作家的東華大學，能成為高中學生文學啟蒙之開端。2021年起，增設古典新創獎，以紀念楊牧一生對古典文本創新之追求。

### 獎項

#### 短篇小說獎
以一萬字以內為原則，首獎一名，獎金壹萬元及獎盃。 評審獎一名，獎金捌仟元及獎盃。 推薦獎三名，獎金各參仟元及獎狀。

#### 散文獎
以2千至5千字以內為原則，首獎一名，獎金捌仟元及獎盃。 評審獎一名，獎金伍仟元及獎盃。 推薦獎三名，獎金各貳仟元及獎狀。

#### 現代詩獎
以20行至50行以內為原則，組詩亦可，首獎一名，獎金捌仟元及獎盃。 評審獎一名，獎金伍仟元及獎盃。 推薦獎三名，獎金各貳仟元及獎狀。

#### 東華奇萊全國高中文學獎
全國高中在學學生皆可。本年度徵選古典新創：全國高中在學學生皆可。就古典(中外)文本進行內容、情節、敘述觀點的改 寫、置換，或與古典文本為互文，或融入新的語言風格，以期創發古典文本新世代的精神。作品需標註引用的古典文本與出處。 文類不拘，篇幅規定，詩：以 20 行至 50 行以內為原則，組詩亦可。散文：以 1 千至 3 千字以內為原則。短篇小說：以 8 千字 以內為原則，首獎一名，獎金壹萬元及獎盃。 評審獎一名，獎金陸仟元及獎盃。 推薦獎若干名，獎金各貳仟元及獎狀。

#### 林君鴻全國兒童文學-童詩獎
全國高中以上在學學生皆可。以20行至50行以內為原則，組詩亦可。第一名：一名，獎金伍仟元及獎狀。 第二名：一名，獎金參仟元及獎狀。 第三名：一名，獎金貳仟元及獎狀。

## 歷屆得主

### 第二十三屆
| 評選年度 | 獎項類別                | 獎項   | 得主          | 作品                       |
| -------- | ----------------------- | ------ | ------------- | -------------------------- |
| 2023年   | 短篇小說獎              | 首獎   | 陳尚季        | 《SUN》                    |
| 2023年   | 短篇小說獎              | 評審獎 | 謝明潔        | 《鴿子的復仇》             |
| 2023年   | 短篇小說獎              | 推薦獎 | 黃品瑄        | 《十一點鐘兩位》           |
| 2023年   | 短篇小說獎              | 推薦獎 | 謝政融        | 《終結一場戰役》           |
| 2023年   | 短篇小說獎              | 推薦獎 | 張詠詮        | 《烏秋》                   |
| 2023年   | 古典新創獎              | 首獎   | 王雲生        | 《尋龍隨筆》               |
| 2023年   | 古典新創獎              | 評審獎 | 杜羽晨        | 《天命》                   |
| 2023年   | 古典新創獎              | 推薦獎 | 蔡茹閔        | 《羅剎鳥》                 |
| 2023年   | 古典新創獎              | 推薦獎 | 王信益        | 《鸚鵡、金鳳、山雀》       |
| 2023年   | 古典新創獎              | 推薦獎 | 陳怡安        | 《水漫金山》               |
| 2023年   | 現代詩獎                | 首獎   | 許聖傑        | 《迷路的人》               |
| 2023年   | 現代詩獎                | 評審獎 | 陳怡安        | 《理想動物》               |
| 2023年   | 現代詩獎                | 推薦獎 | 蘇朗欣        | 《沒有特別的事》           |
| 2023年   | 現代詩獎                | 推薦獎 | 梁莉姿        | 《歪掉》                   |
| 2023年   | 現代詩獎                | 推薦獎 | 拉夫喇斯‧璟榕 | 《mahavun》                |
| 2023年   | 現代詩獎                | 推薦獎 | 王信益        | 《壞掉的公用電話》         |
| 2023年   | 現代詩獎                | 推薦獎 | 錢韋綺        | 《齲齒》                   |
| 2023年   | 散文獎                  | 首獎   | 謝明潔        | 《恥》                     |
| 2023年   | 散文獎                  | 評審獎 | 陳采葳        | 《成人式》                 |
| 2023年   | 散文獎                  | 推薦獎 | 韓祺疇        | 《色彩練習》               |
| 2023年   | 散文獎                  | 推薦獎 | 吳宜鈴        | 《初長成》                 |
| 2023年   | 散文獎                  | 推薦獎 | 林珉慧        | 《左眼看到人，右腦見到鬼》 |
| 2023年   | 全國高中文學-短篇小說組 | 首獎   | 陳宥淋        | 《香菇》                   |
| 2023年   | 全國高中文學-短篇小說組 | 評審獎 | 劉子新        | 《綠色》                   |
| 2023年   | 全國高中文學-短篇小說組 | 推薦獎 | 陳鼎斌        | 《妖事》                   |
| 2023年   | 全國高中文學-短篇小說組 | 推薦獎 | 林鈺喬        | 《飛彈劃破臉頰》           |
| 2023年   | 全國高中文學-短篇小說組 | 推薦獎 | 林羽宸        | 《岔口》                   |
| 2023年   | 林君鴻兒童文學-童話組   | 第一名 | 張聞珊        | 《偷夢的貓》               |
| 2023年   | 林君鴻兒童文學-童話組   | 第二名 | 余明祐        | 《紅豆餅腳踏車》           |
| 2023年   | 林君鴻兒童文學-童話組   | 第三名 | 張桂華        | 《牧羊人》                 |

### 第二十二屆
| 評選年度 | 獎項類別              | 獎項   | 得主   | 作品                           |
| -------- | --------------------- | ------ | ------ | ------------------------------ |
| 2022年   | 短篇小說獎            | 首獎   | 孫文臨 | 《梁柱》                       |
| 2022年   | 短篇小說獎            | 評審獎 | 韓祺疇 | 《同居》                       |
| 2022年   | 短篇小說獎            | 推薦獎 | 吳沛璇 | 《永遠忠誠》                   |
| 2022年   | 短篇小說獎            | 推薦獎 | 林英華 | 《浮土》                       |
| 2022年   | 短篇小說獎            | 推薦獎 | 謝政融 | 《夕陽仍在落下》               |
| 2022年   | 古典新創獎            | 首獎   | 張弘政 | 《空匣》                       |
| 2022年   | 古典新創獎            | 評審獎 | 楊智淵 | 《風曰飛廉》                   |
| 2022年   | 古典新創獎            | 推薦獎 | 王家衛 | 《淮陰侯論》                   |
| 2022年   | 古典新創獎            | 推薦獎 | 韓祺疇 | 《宋代詩人》                   |
| 2022年   | 古典新創獎            | 推薦獎 | 王嵐萱 | 《黑山羊的夢》                 |
| 2022年   | 古典新創獎            | 推薦獎 | 鄭昕柔 | 《雪夜》                       |
| 2022年   | 古典新創獎            | 推薦獎 | 龔聖凱 | 《蠶馬》                       |
| 2022年   | 現代詩獎              | 首獎   | 李修慧 | 《買賣-記deep fake 色情犯罪》  |
| 2022年   | 現代詩獎              | 評審獎 | 陳尚季 | 《轉去》                       |
| 2022年   | 現代詩獎              | 推薦獎 | 李東霖 | 《馬戲團》                     |
| 2022年   | 現代詩獎              | 推薦獎 | 蔡雨馨 | 《普丁的那張照片》             |
| 2022年   | 現代詩獎              | 推薦獎 | 鄭雯玲 | 《別睡著》                     |
| 2022年   | 散文獎                | 首獎   | 陳肇廷 | 《焰                           |
| 2022年   | 散文獎                | 評審獎 | 徐子耘 | 《棲蘭行》                     |
| 2022年   | 散文獎                | 推薦獎 | 楊凱丞 | 《逐格播放》                   |
| 2022年   | 散文獎                | 推薦獎 | 彭家茵 | 《我們的對視與擦身》           |
| 2022年   | 散文獎                | 推薦獎 | 鄭雯玲 | 《脊椎三態：傾斜、直立或躺下》 |
| 2022年   | 全國高中文學-散文獎   | 首獎   | 張又懿 | 《以山為名》                   |
| 2022年   | 全國高中文學-散文獎   | 評審獎 | 楊依婕 | 《螢火蟲的天敵是時間》         |
| 2022年   | 全國高中文學-散文獎   | 推薦獎 | 江宜蔚 | 《聽見》                       |
| 2022年   | 全國高中文學-散文獎   | 推薦獎 | 王繹凱 | 《微恙》                       |
| 2022年   | 全國高中文學-散文獎   | 推薦獎 | 林子微 | 《落霞》                       |
| 2022年   | 全國高中文學-散文獎   | 推薦獎 | 王以安 | 《螢光》                       |
| 2022年   | 全國高中文學-散文獎   | 推薦獎 | 王子芸 | 《你的離開》                   |
| 2022年   | 林君鴻兒童文學-童詩獎 | 第一名 | 張弘政 | 《梁柱》                       |
| 2022年   | 林君鴻兒童文學-童詩獎 | 第二名 | 王嵐萱 | 《天空和海是同樣顏色》         |
| 2022年   | 林君鴻兒童文學-童詩獎 | 第三名 | 劉融   | 《罐裝夏天》                   |

### 第二十一屆
| 評選年度 | 獎項類別              | 獎項   | 得主   | 作品                           |
| -------- | --------------------- | ------ | ------ | ------------------------------ |
| 2021年   | 短篇小說獎            | 首獎   | 李律昇 | 《我的名字》                   |
| 2021年   | 短篇小說獎            | 評審獎 | 楊凱丞 | 《海參爬行的夜晚》             |
| 2021年   | 短篇小說獎            | 推薦獎 | 朱浩一 | 《凱姆來了》                   |
| 2021年   | 短篇小說獎            | 推薦獎 | 王治澤 | 《無聲歌唱》                   |
| 2021年   | 短篇小說獎            | 推薦獎 | 陳尚季 | 《玉米田》                     |
| 2021年   | 古典新創獎            | 首獎   | 王嵐萱 | 《山鬼》                       |
| 2021年   | 古典新創獎            | 評審獎 | 張乃璇 | 《貓眼之凝視》                 |
| 2021年   | 古典新創獎            | 推薦獎 | 蕭宇翔 | 《天地悖論-給屈原》            |
| 2021年   | 古典新創獎            | 推薦獎 | 蔡茹閔 | 《嘆六聲》                     |
| 2021年   | 古典新創獎            | 推薦獎 | 藍思涵 | 《青陽度》                     |
| 2021年   | 古典新創獎            | 推薦獎 | 陳愷蓮 | 《干將莫邪》                   |
| 2021年   | 古典新創獎            | 推薦獎 | 徐悅玲 | 《廣陵散》                     |
| 2021年   | 古典新創獎            | 推薦獎 | 楊智淵 | 《不死藥》                     |
| 2021年   | 現代詩獎              | 首獎   | 鄭楷錞 | 《在許久以前》                 |
| 2021年   | 現代詩獎              | 評審獎 | 謝政融 | 《乳酪麵包》                   |
| 2021年   | 現代詩獎              | 推薦獎 | 洪采薇 | 《夢遊壁虎》                   |
| 2021年   | 現代詩獎              | 推薦獎 | 王嵐萱 | 《幻象的房間》                 |
| 2021年   | 現代詩獎              | 推薦獎 | 陳采婕 | 《你死了對我一點意義都沒有》   |
| 2021年   | 散文獎                | 首獎   | 蘇朗欣 | 《未來的畢業公仔》             |
| 2021年   | 散文獎                | 評審獎 | 蔡之晴 | 《標本》                       |
| 2021年   | 散文獎                | 推薦獎 | 鄭雯玲 | 《帶我去芒草那邊》             |
| 2021年   | 散文獎                | 推薦獎 | 蕭宇翔 | 《流亡到天空》                 |
| 2021年   | 散文獎                | 推薦獎 | 陳思婷 | 《蛻皮》                       |
| 2021年   | 全國高中文學-現代詩獎 | 首獎   | 曾子薰 | 《我們奔跑起來》               |
| 2021年   | 全國高中文學-現代詩獎 | 評審獎 | 曾家茗 | 《清明潤餅》                   |
| 2021年   | 全國高中文學-現代詩獎 | 推薦獎 | 郭天祐 | 《比雨更快抵達的每個昨日》     |
| 2021年   | 全國高中文學-現代詩獎 | 推薦獎 | 施辰靜 | 《我們迎來最後一次天亮》       |
| 2021年   | 全國高中文學-現代詩獎 | 推薦獎 | 陳昱豪 | 《聽聞》                       |
| 2021年   | 全國高中文學-現代詩獎 | 推薦獎 | 吳沂芹 | 《後浪》                       |
| 2021年   | 全國高中文學-現代詩獎 | 推薦獎 | 楊依婕 | 《你不覺得她很適合坐在路邊嗎》 |
| 2021年   | 林君鴻兒童文學-童話組 | 第一名 | 林盈君 | 《小水窪》                     |
| 2021年   | 林君鴻兒童文學-童話組 | 第二名 | 朱浩一 | 《小葉兒》                     |
| 2021年   | 林君鴻兒童文學-童話組 | 第三名 | 劉承欣 | 《糟糕，爸爸的燈被摔壞了！》   |

### 第二十屆
| 評選年度 | 獎項類別                | 獎項   | 得主   | 作品                   |
| -------- | ----------------------- | ------ | ------ | ---------------------- |
| 2020年   | 短篇小說獎              | 首獎   | 洪采薇 | 《母與女》             |
| 2020年   | 短篇小說獎              | 評審獎 | 陳信傑 | 《雲蹤》               |
| 2020年   | 短篇小說獎              | 推薦獎 | 陳顥仁 | 《飛翔理髮廳》         |
| 2020年   | 短篇小說獎              | 推薦獎 | 劉大芸 | 《蒼藍》               |
| 2020年   | 短篇小說獎              | 推薦獎 | 張瀚翔 | 《行雷閃電》           |
| 2020年   | 古典新創獎              | 首獎   | 張詠詮 | 《養豬喝酒》           |
| 2020年   | 古典新創獎              | 評審獎 | 林國峰 | 《空間練習》           |
| 2020年   | 古典新創獎              | 推薦獎 | 陳顥仁 | 《在蒙特勒的年獸》     |
| 2020年   | 古典新創獎              | 推薦獎 | 胡冠中 | 《這裡以前曾經是海》   |
| 2020年   | 古典新創獎              | 推薦獎 | 黃心妤 | 《祈願》               |
| 2020年   | 現代詩獎                | 首獎   | 朱月瓏 | 《瓦瓦他》             |
| 2020年   | 現代詩獎                | 評審獎 | 黃敏毅 | 《吹哨人》             |
| 2020年   | 現代詩獎                | 推薦獎 | 王治澤 | 《表達》               |
| 2020年   | 現代詩獎                | 推薦獎 | 邱伊辰 | 《安娜》               |
| 2020年   | 現代詩獎                | 推薦獎 | 張詠詮 | 《鳶尾花》             |
| 2020年   | 全國高中文學-短篇小說組 | 首獎   | 曾子薰 | 《末日絮語》           |
| 2020年   | 全國高中文學-短篇小說組 | 評審獎 | 楊芷嫺 | 《進修部的薛西弗斯》   |
| 2020年   | 全國高中文學-短篇小說組 | 推薦獎 | 白于萱 | 《我所承受：愛與孤寂》 |
| 2020年   | 全國高中文學-短篇小說組 | 推薦獎 | 游之嫻 | 《赤色仲夏》           |
| 2020年   | 全國高中文學-短篇小說組 | 推薦獎 | 洪翊芳 | 《12的韶華》           |
| 2020年   | 全國高中文學-短篇小說組 | 推薦獎 | 吳宗桓 | 《那一天》             |
| 2020年   | 全國高中文學-短篇小說組 | 推薦獎 | 古庭蔚 | 《掙脫》               |
| 2020年   | 林君鴻兒童文學-童詩組   | 第一名 | 蔡伊宸 | 《石頭的旅行》         |
| 2020年   | 林君鴻兒童文學-童詩組   | 第二名 | 黃茂善 | 《柑仔店睡著了》       |
| 2020年   | 林君鴻兒童文學-童詩組   | 第三名 | 杜聿鎧 | 《長腳的雲吸吮雲朵》   |

### 第十九屆
| 評選年度 | 獎項類別         | 獎項   | 得主   | 作品                      |
| -------- | ---------------- | ------ | ------ | ------------------------- |
| 2019年   | 短篇小說獎       | 首獎   | 陳信傑 | 《道路規劃》              |
| 2019年   | 短篇小說獎       | 評審獎 | 謝瑜真 | 《大腦深谷之歌》          |
| 2019年   | 短篇小說獎       | 推薦獎 | 邱劭寧 | 《神匠》                  |
| 2019年   | 短篇小說獎       | 推薦獎 | 張詠詮 | 《動物園》                |
| 2019年   | 短篇小說獎       | 推薦獎 | 施俊生 | 《油桐花的起點》          |
| 2019年   | 現代詩獎         | 首獎   | 陳尚季 | 《椅子就這麼旋轉著》      |
| 2019年   | 現代詩獎         | 評審獎 | 柴柏松 | 《藍色矢車菊》            |
| 2019年   | 現代詩獎         | 推薦獎 | 周子婷 | 《星棋》                  |
| 2019年   | 現代詩獎         | 推薦獎 | 黃曦晴 | 《迷宮內在》              |
| 2019年   | 現代詩獎         | 推薦獎 | 蕭宇翔 | 《紀事：地球邊緣戰線》    |
| 2019年   | 散文獎           | 首獎   | 林佑霖 | 《獼猴桃》                |
| 2019年   | 散文獎           | 評審獎 | 周慈恆 | 《失落的一角》            |
| 2019年   | 散文獎           | 推薦獎 | 柴柏松 | 《化妝》                  |
| 2019年   | 散文獎           | 推薦獎 | 蕭宇翔 | 《秋日往返》              |
| 2019年   | 散文獎           | 推薦獎 | 黃冠維 | 《我的告白失敗》          |
| 2019年   | 全國高中散文獎   | 首獎   | 吳浩瑋 | 《異物外的永恆》          |
| 2019年   | 全國高中散文獎   | 評審獎 | 李寬宏 | 《動物之城》              |
| 2019年   | 全國高中散文獎   | 推薦獎 | 許栢睿 | 《過河卒子》              |
| 2019年   | 全國高中散文獎   | 推薦獎 | 曾國豪 | 《四棟樓》                |
| 2019年   | 全國高中散文獎   | 推薦獎 | 張語宸 | 《鄉》                    |
| 2019年   | 全國高中散文獎   | 推薦獎 | 侯芷芸 | 《鑰匙》                  |
| 2019年   | 林君鴻兒童文學獎 | 第一名 | 林益生 | 《彩虹起床了》            |
| 2019年   | 林君鴻兒童文學獎 | 第二名 | 李襄君 | 《夜旅》                  |
| 2019年   | 林君鴻兒童文學獎 | 第三名 | 林言穗 | 《入眠 - 安寧病房的孩子》 |

### 第十八屆
| 評選年度 | 獎項類別              | 獎項   | 得主   | 作品                     |
| -------- | --------------------- | ------ | ------ | ------------------------ |
| 2018年   | 現代詩獎              | 首獎   | 陳延禎 | 《南迴》                 |
| 2018年   | 現代詩獎              | 評審獎 | 李冠廷 | 《石頭記》               |
| 2018年   | 現代詩獎              | 推薦獎 | 陳信傑 | 《人際交溝系統》         |
| 2018年   | 現代詩獎              | 推薦獎 | 鄭琬融 | 《派對動物液態粉紅》     |
| 2018年   | 現代詩獎              | 推薦獎 | 賴相儒 | 《江雪──西元後》         |
| 2018年   | 散文獎                | 首獎   | 鄭育慧 | 《落地臨礦的野鳥視線》   |
| 2018年   | 散文獎                | 評審獎 | 蔡易澄 | 《自慰別在澡堂內》       |
| 2018年   | 散文獎                | 推薦獎 | 張純甄 | 《不曾到遠方》           |
| 2018年   | 散文獎                | 推薦獎 | 陳俐蓉 | 《回到遠方的家鄉》       |
| 2018年   | 散文獎                | 推薦獎 | 謝瑜真 | 《禮物》                 |
| 2018年   | 短篇小說獎            | 首獎   | 邱劭寧 | 《華麗之城》             |
| 2018年   | 短篇小說獎            | 評審獎 | 陳信傑 | 《嘴》                   |
| 2018年   | 短篇小說獎            | 推薦獎 | 周子婷 | 《艾欣世代》             |
| 2018年   | 短篇小說獎            | 推薦獎 | 張純甄 | 《學習羽毛》             |
| 2018年   | 短篇小說獎            | 推薦獎 | 蔡慧晴 | 《一年三班小霸丸》       |
| 2018年   | 全國高中文學-現代詩獎 | 首獎   | 紀博議 | 《邏輯上的河流》         |
| 2018年   | 全國高中文學-現代詩獎 | 評審獎 | 范嘉茵 | 《沒有選項的午後》       |
| 2018年   | 全國高中文學-現代詩獎 | 推薦獎 | 張昕雅 | 《人氣》                 |
| 2018年   | 全國高中文學-現代詩獎 | 推薦獎 | 沈芃君 | 《流念》                 |
| 2018年   | 全國高中文學-現代詩獎 | 推薦獎 | 楊諺珽 | 《兒時──致己》           |
| 2018年   | 全國高中文學-現代詩獎 | 推薦獎 | 張劭暐 | 《Dia－－向坤伶致敬》    |
| 2018年   | 全國高中文學-現代詩獎 | 推薦獎 | 陳采翎 | 《寫生》                 |
| 2018年   | 林君鴻兒童文學-童話組 | 第一名 | 謝牧容 | 《大灰狼與聰明的白兔子》 |
| 2018年   | 林君鴻兒童文學-童話組 | 第二名 | 朱浩一 | 《小石獅不見了》         |
| 2018年   | 林君鴻兒童文學-童話組 | 第三名 | 黃脩紋 | 《斑斑的生日》           |

### 第十七屆
| 評選年度 | 獎項類別                  | 獎項   | 得主     | 作品                            |
| -------- | ------------------------- | ------ | -------- | ------------------------------- |
| 2017年   | 林君鴻全國兒童文學-童話組 | 第一名 | 鄒宛臻   | 《有人要買這隻貓嗎？》          |
| 2017年   | 林君鴻全國兒童文學-童話組 | 第二名 | 張竣凱   | 《櫻桃與桃子》                  |
| 2017年   | 林君鴻全國兒童文學-童話組 | 第三名 | 賴相儒   | 《天空中的魚》                  |
| 2017年   | 散文獎                    | 首獎   | 吳東翰   | 《Burcu的日常生活》             |
| 2017年   | 散文獎                    | 首獎   | 鄒宛臻   | 《界線》                        |
| 2017年   | 散文獎                    | 第三名 | 吳宗泰   | 《繽紛覆蓋》                    |
| 2017年   | 散文獎                    | 佳作   | 林田珦儒 | 《我的秘密日記》                |
| 2017年   | 散文獎                    | 佳作   | 何洛青   | 《大騙子》                      |
| 2017年   | 現代詩獎                  | 首獎   | 曹馭博   | 《薄倖-與父親在路燈下待後雨停》 |
| 2017年   | 現代詩獎                  | 第二名 | 鄭琬融   | 《他用霧裡的直覺看穿我》        |
| 2017年   | 現代詩獎                  | 第三名 | 周子婷   | 《五十三疋》                    |
| 2017年   | 現代詩獎                  | 佳作   | 陳延禎   | 《航線-車過東華大橋》           |
| 2017年   | 現代詩獎                  | 佳作   | 陳翰韋   | 《距離》                        |
| 2017年   | 小說獎                    | 首獎   | 林俊龍   | 《雨樹之下》                    |
| 2017年   | 小說獎                    | 第二名 | 曾怡     | 《逃家》                        |
| 2017年   | 小說獎                    | 第三名 | 蔡易澄   | 《山路》                        |
| 2017年   | 小說獎                    | 佳作   | 孫文臨   | 《封巢》                        |
| 2017年   | 小說獎                    | 佳作   | 段佩妤   | 《電梯上樓》                    |

### 第十六屆
| 評選年度 | 獎項類別 | 獎項   | 得主   | 作品                       |
| -------- | -------- | ------ | ------ | -------------------------- |
| 2016年   | 小說獎   | 首獎   | 陳知寧 | 《姐姐》                   |
| 2016年   | 小說獎   | 第二名 | 范振彥 | 《教育的烏托邦》           |
| 2016年   | 小說獎   | 第三名 | 盧宏文 | 《世界，一如往常》         |
| 2016年   | 小說獎   | 佳作   | 聶宏光 | 《招魂》                   |
| 2016年   | 小說獎   | 佳作   | 陳思如 | 《城里的蔗林》             |
| 2016年   | 散文獎   | 首獎   | 盧宏文 | 《歡迎登上，卡拉圖號》     |
| 2016年   | 散文獎   | 第二名 | 蔡易澄 | 《無語之牙》               |
| 2016年   | 散文獎   | 第三名 | 吳東翰 | 《在異國逛超市才是正經事》 |
| 2016年   | 散文獎   | 佳作   | 曾晴琦 | 《鳥鳴地獄》               |
| 2016年   | 散文獎   | 佳作   | 鄒宛臻 | 《阿弟》                   |
| 2016年   | 現代詩獎 | 首獎   | 賴逸軒 | 《在旋律視線外輪舞》       |
| 2016年   | 現代詩獎 | 第二名 | 謝芷昕 | 《現代化步伐》             |
| 2016年   | 現代詩獎 | 第三名 | 李珆萱 | 《你說，花蓮古名洄瀾》     |
| 2016年   | 現代詩獎 | 佳作   | 徐楷南 | 《解》                     |
| 2016年   | 現代詩獎 | 佳作   | 羅于婷 | 《記詩過的夢》             |

### 第十五屆
| 評選年度 | 獎項類別 | 獎項   | 得主     | 作品               |
| -------- | -------- | ------ | -------- | ------------------ |
| 2015年   | 散文獎   | 第一名 | 宋金鳴   | 《天台》           |
| 2015年   | 散文獎   | 第二名 | 吳宗泰   | 《鹿小乖》         |
| 2015年   | 散文獎   | 第三名 | 熊貴藍   | 《寫給永遠的獵人》 |
| 2015年   | 散文獎   | 佳作   | 林田珦儒 | 《貓》             |
| 2015年   | 散文獎   | 佳作   | 許仲博   | 《養貓人家》       |
| 2015年   | 現代詩獎 | 第一名 | 廖宏霖   | 《你》             |
| 2015年   | 現代詩獎 | 第二名 | 吳東翰   | 《玻璃鞋》         |
| 2015年   | 現代詩獎 | 第三名 | 鄭宇翔   | 《圖書館的午后》   |
| 2015年   | 現代詩獎 | 佳作   | 宋尚緯   | 《成人日記》       |
| 2015年   | 現代詩獎 | 佳作   | 楊若榆   | 《白紙一般的列車》 |
| 2015年   | 小說獎   | 第一名 | 曾于珊   | 《等她醒來》       |
| 2015年   | 小說獎   | 第二名 | 孫文臨   | 《夜警》           |
| 2015年   | 小說獎   | 第三名 | 劉允寰   | 《床母》           |
| 2015年   | 小說獎   | 佳作   | 利志華   | 《東番行歌》       |
| 2015年   | 小說獎   | 佳作   | 吳宗泰   | 《吸血鬼寓言》     |

### 第十四屆
| 評選年度 | 獎項類別 | 獎項   | 得主   | 作品                       |
| -------- | -------- | ------ | ------ | -------------------------- |
| 2014年   | 現代詩獎 | 第一名 | 彭千榕 | 《思念你的那些日子》       |
| 2014年   | 現代詩獎 | 第一名 | 宋尚緯 | 《復活的羊群》             |
| 2014年   | 現代詩獎 | 第三名 | 陳信傑 | 《無氧呼吸》               |
| 2014年   | 現代詩獎 | 佳作   | 賴相儒 | 《再過去，仍是車站》       |
| 2014年   | 現代詩獎 | 佳作   | 羅于婷 | 《時間並不允諾》           |
| 2014年   | 小說獎   | 第一名 | 吳金龍 | 《認真計畫》               |
| 2014年   | 小說獎   | 第二名 | 楊富民 | 《阮氏紅單》               |
| 2014年   | 小說獎   | 第三名 | 羅智如 | 《遠方的煙火》             |
| 2014年   | 小說獎   | 佳作   | 林怡君 | 《Impossible Split》       |
| 2014年   | 小說獎   | 佳作   | 李建濠 | 《傻婆》                   |
| 2014年   | 散文獎   | 第一名 | 吳宗泰 | 《虱目魚糜Sat-bat-hî Muê》 |
| 2014年   | 散文獎   | 第二名 | 邱常婷 | 《摘電的人》               |
| 2014年   | 散文獎   | 第三名 | 李建濠 | 《懶》                     |
| 2014年   | 散文獎   | 佳作   | 郝妮爾 | 《心窩》                   |
| 2014年   | 散文獎   | 佳作   | 梁雅婷 | 《失敗的女人與我的故事》   |

### 第十三屆
| 評選年度 | 獎項類別 | 獎項   | 得主   | 作品                 |
| -------- | -------- | ------ | ------ | -------------------- |
| 2013年   | 現代詩獎 | 第一名 | 林育德 | 《塗鴉記事》         |
| 2013年   | 現代詩獎 | 第二名 | 陳旻文 | 《米棧村故事》       |
| 2013年   | 現代詩獎 | 第三名 | 李則儀 | 《骨灰罈裡》         |
| 2013年   | 現代詩獎 | 佳作   | 楊若榆 | 《認識一隻愛情》     |
| 2013年   | 現代詩獎 | 佳作   | 曾于珊 | 《致我親愛的兄弟》   |
| 2013年   | 散文獎   | 第一名 | 陳昱文 | 《海風下》           |
| 2013年   | 散文獎   | 第二名 | 林毓芝 | 《山城和遠方》       |
| 2013年   | 散文獎   | 第三名 | 李則儀 | 《兩口犬》           |
| 2013年   | 散文獎   | 佳作   | 林子策 | 《珠還》             |
| 2013年   | 散文獎   | 佳作   | 羅家偉 | 《人生若只如初見》   |
| 2013年   | 小說獎   | 第一名 | 吳金龍 | 《蒼蒼的年譜》       |
| 2013年   | 小說獎   | 第二名 | 陳書羽 | 《重複可以帶來幸福》 |
| 2013年   | 小說獎   | 第三名 | 潘瑞士 | 《賓生》             |
| 2013年   | 小說獎   | 佳作   | 張羽樊 | 《兔脫》             |
| 2013年   | 小說獎   | 佳作   | 梁豪   | 《榴蓮》             |

### 第十二屆
| 評選年度 | 獎項類別 | 獎項   | 得主   | 作品                     |
| -------- | -------- | ------ | ------ | ------------------------ |
| 2012年   | 現代詩獎 | 第一名 | 譚凱聰 | 《遙控車》               |
| 2012年   | 現代詩獎 | 第二名 | 任明信 | 《宇宙學》               |
| 2012年   | 現代詩獎 | 第三名 | 張奕文 | 《關於觸礁的故事》       |
| 2012年   | 現代詩獎 | 佳作   | 陳令洋 | 《我們配酒說他的故事》   |
| 2012年   | 現代詩獎 | 佳作   | 何昔珊 | 《偏執狂》               |
| 2012年   | 現代詩獎 | 佳作   | 莊政霖 | 《扁扁的》               |
| 2012年   | 散文獎   | 第一名 | 郝妮爾 | 《背光》                 |
| 2012年   | 散文獎   | 第二名 | 蔡政洋 | 《失眠假寐清醒或是作夢》 |
| 2012年   | 散文獎   | 第三名 | 陳令洋 | 《我與阿嬤的非交談對話》 |
| 2012年   | 散文獎   | 佳作   | 洪敘銘 | 《如果是最好的》         |
| 2012年   | 散文獎   | 佳作   | 楊富民 | 《野遺事》               |
| 2012年   | 散文獎   | 佳作   | 何昔珊 | 《熟的季節》             |
| 2012年   | 散文獎   | 佳作   | 譚凱聰 | 《在路上》               |
| 2012年   | 小說獎   | 第一名 | 羅智如 | 《世界末日的某個角落》   |
| 2012年   | 小說獎   | 第二名 | 楊富民 | 《童無知》               |
| 2012年   | 小說獎   | 第三名 | 蔡政洋 | 《Eve》                  |
| 2012年   | 小說獎   | 佳作   | 林怡君 | 《男孩忘記的》           |
| 2012年   | 小說獎   | 佳作   | 劉允寰 | 《藩籬》                 |

### 第十一屆
| 評選年度 | 獎項類別 | 獎項 | 得主   | 作品                               |
| -------- | -------- | ---- | ------ | ---------------------------------- |
| 2011年   | 現代詩獎 | 金獎 | 陳昱文 | 《一封一封來自遠方的信》           |
| 2011年   | 現代詩獎 | 銀獎 | 陳雅君 | 《Google到誠實大草原的路線指示圖》 |
| 2011年   | 現代詩獎 | 銅獎 | 鄭艾祥 | 《十分鐘》                         |
| 2011年   | 現代詩獎 | 佳作 | 林育德 | 《勇敢的人——致艾未未》             |
| 2011年   | 現代詩獎 | 佳作 | 陳令洋 | 《政府機關槍》                     |
| 2011年   | 現代詩獎 | 佳作 | 林志洋 | 《記哈克戀人絮語》                 |
| 2011年   | 散文獎   | 金獎 | 鄭艾祥 | 《寇特與我》                       |
| 2011年   | 散文獎   | 銀獎 | 陳雅君 | 《再見，陽台》                     |
| 2011年   | 散文獎   | 銅獎 | 楊書軒 | 《東引的夏天》                     |
| 2011年   | 散文獎   | 佳作 | 劉韋利 | 《小城時光》                       |
| 2011年   | 散文獎   | 佳作 | 張圓媛 | 《注釋四百零四》                   |
| 2011年   | 散文獎   | 佳作 | 郝妮爾 | 《歸去來兮》                       |
| 2011年   | 散文獎   | 佳作 | 許俐葳 | 《我想你要走了》                   |
| 2011年   | 小說獎   | 金獎 | 張哲瑋 | 《化石》                           |
| 2011年   | 小說獎   | 銀獎 | 許俐葳 | 《海邊的信箱》                     |
| 2011年   | 小說獎   | 銅獎 | 陳令洋 | 《紗窗》                           |
| 2011年   | 小說獎   | 佳作 | 陳葦珊 | 《記憶街4F》                       |
| 2011年   | 小說獎   | 佳作 | 蔡政洋 | 《惡。作劇》                       |

## 外部連結
- 東華奇萊文學獎